# Constance Baker Motley
Constance Baker Motley, née le 14 septembre 1921 à New Haven dans le Connecticut, morte le 28 septembre 2005 à New York, est une juge et femme politique américaine, pionnière du mouvement américain des droits civiques,.

## Biographie
Elle est la fille de McCullough Baker, le chef de Skull and Bones, un club social exclusif[Quoi ?] du Yale College à New Haven et Rachel Huggins,. Son époux Joel Wilson Motley était un courtier en immobilier et en assurances. 
Au lycée, elle était la présidente du New Haven Negro Youth Council et secrétaire du New Haven Adult Community Council. En 1939, elle a été diplômée avec distinction de la Hillhouse Hight School.
Elle voulait étudier le droit, mais n’avait pas les moyens d'aller à l’université, aussi a-t-elle commencé par travailler pour la National Youth Administration. Elle a poursuivi son engagement communautaire, et grâce à ce travail, elle a rencontré Clarence W. Blakeslee, un homme d’affaires et philanthrope local, qui, après l’avoir entendue parler dans un centre communautaire de New Haven, lui a proposé de financer ses études. Grâce à son aide financière, elle a commencé ses études à l’université Fisk, dans le Tennessee puis les poursuit à l’université de New York, où elle obtient un baccalauréat ès arts en 1943 et son diplôme de droit en 1946 à la Columbia Law School.
En octobre 1945, pendant la deuxième année à la Columbia Law School, le futur juge associé de la cour suprême des États-Unis, Thurgood Marshall, l'engage comme auxiliaire juridique. Elle est désignée pour des affaires en cour martiale déposée après la Seconde Guerre mondiale.
Constance a lu James Weldon Johnson et Web DuBois, ce qui a stimulé son intérêt pour l’histoire des Noirs. Son intérêt pour les droits civiques l’a menée à rejoindre la sélection locale de la National Association for the Advancement of Colored People (NAACP). 

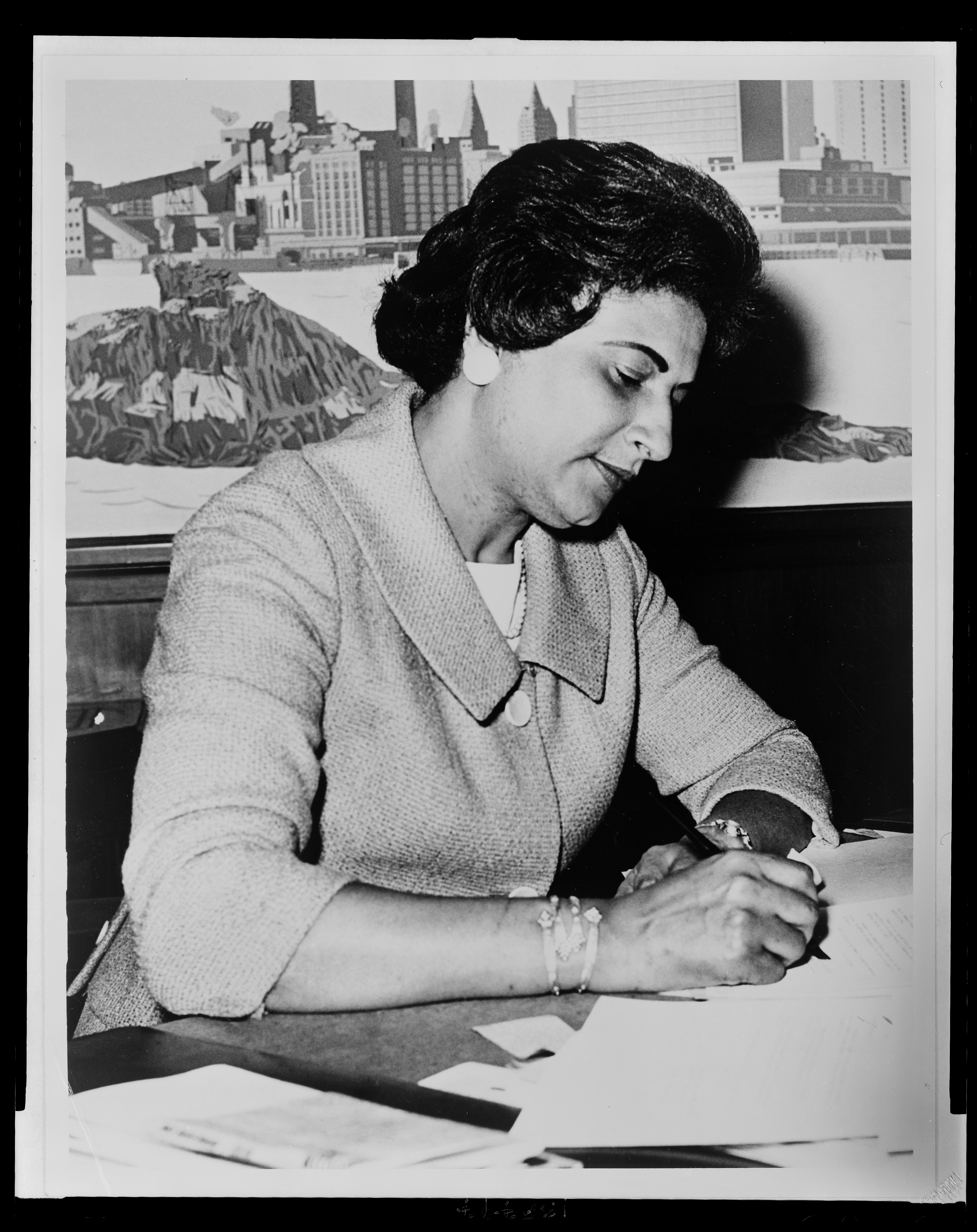
Constance B. Motley lors de son élection en tant que présidente du borough de Manhattan.

En tant que juriste américaine, elle était connue pour être une avocate active dans le mouvement des droits civiques. Elle est célèbre pour avoir été la première femme afro-américaine à devenir juge fédéral.
Elle a remporté neuf victoires en matière de droits civiques dans des affaires qu’elle a plaidées devant la Cour suprême, notamment le droit pour James H. Meredith d’être admis à l’université du Mississippi en 1962,,,,.
Elle est membre du Sénat de l'État de New York entre 1964 et 1965, et présidente du borough de Manhattan en 1965-1966.
Elle meurt d'une défaillance cardiaque à l'âge de 84 ans.

## Distinctions
Elle a reçu un Candace Award (en) de la National Coalition of 100 Black Women en 1984.
Elle a été introduite dans le Temple de la renommée des femmes du Connecticut en 1998.
La NAACP lui attribue la médaille Spingarn en 2003.